# Liste der kamerunischen Außenminister
Diese Liste der kamerunischen Außenminister listet alle kamerunischen Außenminister seit 1960 auf.
| Nr. | Name (Lebensdaten)                   | Porträt | Amtszeit  |
| --- | ------------------------------------ | ------- | --------- |
| 1   | Ahmadou Ahidjo (1924–1989)           |         | 1960      |
| 2   | Charles Okala (1910–1973)            |         | 1960–1961 |
| 3   | Jean-Faustin Betayéné (1922–1973)    |         | 1961–1963 |
| 4   | Benoît Balla (1924–1977)             |         | 1963–1965 |
| 5   | Simon Nko’o Etoungou (1932–2002)     |         | 1965–1966 |
| 6   | Benoît Bindzi (1924–1998)            |         | 1966–1968 |
| (5) | Simon Nko’o Etoungou (1932–2002)     |         | 1968–1970 |
| 7   | Raymond N’Thepe (1914–1984)          |         | 1970–1971 |
| 8   | Jean Keutcha (1923–2012)             |         | 1971–1972 |
| 9   | Vincent Efon (1927–2003)             |         | 1972–1975 |
| (8) | Jean Keutcha (1923–2012)             |         | 1975–1980 |
| 10  | Paul Dontsop (1937–2018)             |         | 1980–1983 |
| 11  | Félix Tonye Mbog (* 1934)            |         | 1983–1984 |
| 12  | William Eteki Mboumoua (1933–2016)   |         | 1984–1987 |
| 13  | Philippe Mataga (1938–2003)          |         | 1987–1988 |
| 14  | Jacques-Roger Booh-Booh (* 1938)     |         | 1988–1992 |
| 15  | Ferdinand Oyono (1929–2010)          |         | 1992–1997 |
| 16  | Augustin Kontchou Kouomegni (* 1945) |         | 1997–2001 |
| 17  | François Xavier Ngoubeyou (* 1937)   |         | 2001–2004 |
| 18  | Laurent Esso (* 1942)                |         | 2004–2006 |
| 19  | Jean-Marie Atangana Mebara (* 1954)  |         | 2006–2007 |
| 20  | Henri Eyebe Ayissi (* 1955)          |         | 2007–2011 |
| 21  | Pierre Moukoko Mbonjo (* 1954)       |         | 2011–2015 |
| 22  | Lejeune Mbella Mbella (* 1949)       |         | seit 2015 |